# Prachtsmaragdbreedbek
De prachtsmaragdbreedbek (Calyptomena hosii) is een zangvogel uit de familie Calyptomenidae. Het is een endemische soort in de regenbossen van laag- en heuvelland in het noorden van Borneo (Noordoost-Kalimantan, Sarawak en Sabah). Deze vogel is genoemd naar de Britse natuuronderzoeker Charles Hose (1863-1929).

## Beschrijving
De prachtsmaragdbreedbek is de zeldzaamste en minst bekende van de drie soorten smaragdbreedbekken. De vogel is 20 cm lang. Mannetje en vrouwtje verschillen onderling, het mannetje is glanzend groen met een lichtblauwe vlek op de buik doorlopend tot de anaalstreek. Het vrouwtje oogt doffer, maar heeft ook blauw op de buik.

## Verspreiding en leefgebied
De vogel komt voor in regenbossen in laagland en het heuvelland rond de gebergten in het noorden en midden van Borneo tot op een hoogte van 1600 meter boven de zeespiegel. Op sommige plaatsen is de vogel soms algemeen, vooral in bossen in heuvelland.

## Status
De grootte van de populatie is niet gekwantificeerd maar de soort wordt omschreven als schaars (Saba) tot plaatselijk vrij algemeen (Sarawak). Op de Rode lijst van de IUCN heeft deze soort de status niet bedreigd.